# Ray Bloch
Raymond A. Bloch (* 3. August 1902 in Elsaß-Lothringen; † 29. März 1982) war ein US-amerikanischer Orchester- und Chorleiter, Komponist, Arrangeur und Pianist.

## Leben
Ray Bloch wanderte mit seinen Eltern während des Ersten Weltkriegs in die USA aus. In den 1920ern hatte er erste Jobs als Pianist in New Yorker Tanzkapellen. Er gründete sein eigenes Jazz-Quintett und tourte damit durch die USA. Ende der 1920er wechselte er zum Hörfunk und spielte als Pianist für verschiedene Radiosender. 1931 wurde er langjähriger Arrangeur und Begleitpianist des damals populären Quartetts The Eton Boys. Später leitete er verschiedene Chorgruppen, darunter die Swing Fourteen.
Seit 1939 meldete er bei der US-Verwertungsgesellschaft für Musikrechte, ASCAP, auch eigene Kompositionen an. Meist schrieb er die Songs gemeinsam mit W. Edward Breuder und Paul Rosincky. Zu seinen erfolgreichsten Titeln als Komponist gehören „When Love Has Gone“, „You’re Everything That’s Lovely“, „In the Same Old Way“, „In My Little Red Book“, „The Wide Open Spaces“, „Sam the Vegetable Man“, „Let’s Make Up a Little Party“ oder „If You Were Mine“.
Zum Orchesterleiter wurde er durch die CBS-Show Johnny Presents, wo er in der Nachfolge von Dirigenten wie Ferde Grofé, Leo Reisman oder Russ Morgan arbeitete. Später war er bei CBS musikalischer Leiter der Ed Sullivan Show (als solcher trat er 1963 auch in dem Film „Bye Bye Birdie“ auf) und von Steve Allens Show Songs for Sale sowie vieler anderer Shows im US-Fernsehen.
Ray Blochs Orchester und Chöre veröffentlichten auch immer wieder Schallplatten. Unter anderem brachten sie in der zweiten Hälfte der 1960er Jahre als die Ray Bloch Singers mehrere LPs mit Coverversionen aktueller Hits heraus.
Ray Bloch war mit der Sängerin Ann Seaton verheiratet.